# Yaronia
Yaronia is een geslacht van weekdieren uit de klasse van de Gastropoda (slakken).

## Soorten
- Yaronia albobrunnea (Bozzetti, 2014)
- Yaronia gestroi (Caramagna, 1888)